# 孫季良
孫季良（？—？），一名翌，河南偃師人，唐代官员、学者。

## 生平
開元時期，為左拾遺、集賢院直學士。他是賀知章的門人，賀去世後，孫季良等人立碑於東都國子監之門外，以頌其德。唐玄宗曾列季良為十八學士之一。著有《正聲集》三卷、《珠英學士集》五卷。